# Anisogomphus chaoi
Anisogomphus chaoi är en trollsländeart som beskrevs av Liu 1991. Anisogomphus chaoi ingår i släktet Anisogomphus och familjen flodtrollsländor. Inga underarter finns listade i Catalogue of Life.